# Hiếu Trinh Thuần Hoàng hậu
Hiếu Trinh Thuần Hoàng hậu (chữ Hán: 孝貞純皇后; ? - 20 tháng 3, 1518), còn gọi Từ Thánh Thái hoàng thái hậu (慈聖太皇太后), là Hoàng hậu thứ hai của Minh Hiến Tông Chu Kiến Thâm.
Từ khi sách lập Hoàng hậu, trở thành Hoàng thái hậu dưới triều của Minh Hiếu Tông và Thái hoàng thái hậu thứ 3 của nhà Minh dưới triều của Minh Vũ Tông, bà giữ ngôi vị tôn quý nhất trong vòng 54 năm. Bà cũng là vị Thái hoàng thái hậu cuối cùng của triều đại này.

## Tiểu sử
Hiếu Trinh Thuần Hoàng hậu họ Vương (王氏), nguyên quán ở huyện Thượng Nguyên, Nam Trực Lệ, Giang Nam. Bà là con gái của Vương Trấn (王鎮), xuất thân từ gia tộc Lâu Phong Vương thị (楼峰王氏) có truyền thống làm quan. Thân phụ Vương Trấn làm quan Tả Kim ngô vệ Chỉ huy sứ, trong gia tộc phả hệ xưng Mạnh Văn Công (孟文公), có 3 con trai là Vương Nguyên (王源), Vương Thanh (王清) và Vương Tuấn (王浚), trong đó Vương thị là con gái cả. Theo dã sử ở địa phương quê nhà, Vương thị có tên Vương Chung Anh (王鐘英).
Dưới triều Minh Anh Tông, tức khoảng Thiên Thuận năm thứ 7 (1463), Anh Tông vì Thái tử Chu Kiến Thâm, mà lệnh tuyển 12 tú nữ được dự tuyển ngôi Thái tử phi. Khi đó, Vương thị cùng với Ngô thị và Bách thị tuổi trẻ nhập cung trong đợt tuyển đó. Vì lúc này vẫn chưa định là ai sẽ thành chính phối, nên cả 3 đều lưu lại trong cung, được đãi theo phận chủ tử.

## Hoàng hậu thế mạng
Năm Thiên Thuận thứ 8 (1464), Anh Tông băng hà, Thái tử Chu Kiến Thâm kế vị, tức Minh Hiến Tông. Hiến Tông sau khi lên ngôi, vào tháng 7 (âm lịch) cùng năm đã cho sách lập Ngô thị lên ngôi Hoàng hậu. Sử sách không đề cập về địa vị của Vương thị trong thời gian này, bà có lẽ vẫn ở trong cung nhưng chưa kịp định danh phận.
Tuy nhiên, vào tháng 8, Ngô Hoàng hậu bị phế sau khi được sách phong chưa đầy 31 ngày. Có thông tin cho rằng, do Ngô hậu trách phạt sủng phi Vạn Quý phi bất kính khiến Hiến Tông nổi giận phế truất. Để che giấu quyết định phế Hậu đối với Ngô thị quá nhanh chóng, Hiến Tông bèn ra chỉ nói rằng Anh Tông "có ý lập Vương thị". Cũng theo lý do này, Vương thị lại trở thành Hoàng hậu theo chỉ dụ của Hiến Tông:
| “                         | 先帝為朕簡求賢淑，已定王氏，育於別宮待期。太監牛玉輒以選退吳氏於太后前複選。冊立禮成之後，朕見舉動輕佻，禮度率略，德不稱位，因察其實，始知非預立者。用是不得已，請命太后，廢吳氏別宮。 . Tiên đế vì Trẫm mà cầu chọn hiền nữ, tuyển được Vương thị hiền huệ, đưa vào biệt cung thiện đãi. Thái giám Ngưu Ngọc, thiên tuẫn mình tư, nhận hối lộ mà đưa Ngô thị đến trước Thái hậu phục tuyển. Ngô thị ngôn hành tuỳ tiện, lễ độ đại khái, không hề có sự kính cẩn thận trọng đáng có. Nay phụng mệnh Hoàng thái hậu, phế mắng Ngô thị, lui cư biệt cung. | ” |
| — Chiếu phế truất Ngô thị | |   |

Thế rồi vào tháng 10 năm ấy, ngày Nhâm Thìn (12), làm lễ sách lập Vương thị làm Kế hậu. Trong hoàng cung bấy giờ, quý phi Vạn thị đắc sủng kiêu ngạo, Vương Hoàng hậu chỉ lãnh đạm mà sống qua ngày. Cha của bà, do là nhạc phụ của Hoàng đế, được phong Đô đốc Đồng tri.

## Thái hoàng cuối cùng
Năm Thành Hóa thứ 23 (1487), sau khi Vạn quý phi mất do bệnh gan, Minh Hiến Tông cũng vì thương nhớ quá mà sinh bệnh rồi qua đời, an táng tại Mậu lăng. Hoàng thái tử Chu Hựu Đường kế vị, tức Minh Hiếu Tông. Ông tôn phong đích mẫu Vương hoàng hậu lên ngôi Hoàng thái hậu. Cha bà được truy phong Phụ Quốc công (阜國公), còn các em trai bà lần lượt đảm nhiệm Chỉ huy của Cẩm y vệ, lại gia phong tước Bá rồi tước Hầu, đây là theo lệ bình thường của ngoại thích triều Minh.
Năm Hoằng Trị thứ 18 (1505), Minh Hiếu Tông băng hà. Thái tử Chu Hậu Chiếu nối ngôi, tức Minh Vũ Tông. Vũ Tông tôn Thánh tổ mẫu Hoàng thái hậu Vương thị lên ngôi Thái hoàng thái hậu. Đến năm Chính Đức thứ 5 (1510), dâng biểu tôn phong hiệu là Từ Thánh Khang Thọ Thái hoàng thái hậu (慈聖康壽太皇太后). Năm thứ 13 (1518), ngày 10 tháng 2 (âm lịch), Từ Thánh Khang Thọ Thái hoàng thái hậu Vương thị lâm bệnh băng thệ, thọ khoảng hơn 60 tuổi. Đầu năm sau (1519), Minh Vũ Tông dâng thụy hiệu cho Thái hoàng thái hậu là Hiếu Trinh Trang Ý Cung Tĩnh Nhân Từ Khâm Thiên Phụ Thánh Thuần Hoàng hậu (孝貞莊懿恭靖仁慈欽天輔聖純皇后), hợp táng Mậu lăng, phụ thờ Thái miếu. Theo lệ nhà Minh, Đế thụy (ở đây là "Thuần") chỉ dùng cho Nguyên phối Hoàng hậu, Kế hậu hay Đế mẫu (Hoàng hậu truy phong) đều không có tư cách được tôn Đế thụy. Nhưng do nguyên phối của Hiến Tông là Ngô thị đã bị phế, Vương thị tuy chỉ là Kế hậu đã có tư cách có Đế thụy.
Sự việc qua đời của bà có liên hệ đến sự vô pháp của Minh Vũ Tông mà đời sau chỉ trích, chủ yếu quan tiến gián ngôn của đại thần Thư Phần (舒芬). Khi ấy Vũ Tông gặp tang Thái hoàng thái hậu, vẫn thích tuần du, Thư Phần khuyên can mãi ông vẫn không nghe. Khi cho nhập táng Thái hoàng thái hậu, đưa thần chủ qua Trường An môn (長安門), Thư Phần cho là vô lễ, bèn nói: ["Hiếu Trinh Thuần Hoàng hậu tác phối với Hiến Tông, chưa nghe tiếng thất đức. Tổ tông chi chế, khi đưa thần chủ nên qua Chính môn"; 孝貞皇后作配茂陵，未聞失德。祖宗之制，既葬迎主，必入正門。]. Vũ Tông không nghe, nên Thư Phần quyết từ chức mà về quê.